# الدوري الهولندي الدرجة الأولى 1962–63
الدوري الهولندي الدرجة الأولى 1962–1963 هو الموسم السابع من الدوري الهولندي لكرة القدم الدرجة الثانية منذ إنشائه في عام 1956. فاز بهذا الموسم دوور فيلسكراخت ستيرك ‏.

## الفرق
يشارك 20 نادي في الدوري: النادي الذي يحتل المرتبة الأولى في هذا الدوري يتأهل مباشرة إلى الدوري الهولندي الممتاز، تأهل في هذه الدوري دوور فيلسكراخت ستيرك ‏.